# Quốc lộ Hoa Kỳ
Quốc lộ Hoa Kỳ (tiếng Anh: U.S. Routes hay U.S. Highways) hay Hệ thống Quốc lộ số Hoa Kỳ (United States Numbered Highways system) là một hệ thống hợp nhất các xa lộ tại Hoa Kỳ được đánh số theo một hệ thống mã số trên phạm vi toàn Hoa Kỳ. Khi các xa lộ này được điều hợp giữa các tiểu bang thì chúng thường được gọi là các xa lộ liên bang, nhưng chúng luôn được chính quyền địa phương hay chính quyền tiểu bang bảo trì từ khi chúng được đặt ra lần đầu tiên vào năm 1926. Số và vị trí của từng xa lộ này được Hiệp hội Quan chức Giao thông và Xa lộ Tiểu bang Mỹ (AASHTO) điều phối. Chính phủ liên bang Hoa Kỳ chỉ tham dự trong hiệp hội này với tư cách là một thành viên không bỏ phiếu mà cơ quan đại diện là Bộ Giao thông Hoa Kỳ. Các xa lộ chạy theo hướng bắc-nam được đánh số lẻ với số nhỏ nhất bắt đầu ở phía đông đến số lớn nhất ở phía tây Hoa Kỳ (xin đừng nhầm lẫn cách đặt số này với cách đặt số cho Hệ thống Xa lộ Liên tiểu bang). Tương tự các xa lộ chạy theo hướng tây-đông được đặt số chẵn với số nhỏ nhất từ phía bắc và số lớn nhất từ phía nam Hoa Kỳ. Các trục lộ bắc-nam chính có số tận cùng là "1" trong khi các trục lộ đông-tây chính yếu có số tận cùng bằng "0". Các xa lộ mang ba chữ số là các xa lộ nhánh (spur route) của mỗi xa lộ mẹ nhưng không nhất thiết là phải nối liền với xa lộ mẹ. Những xa lộ tách hai (cùng tên nhưng chia thành hai nhánh, thí dụ một nhánh đi ngang phía đông và một nhánh đi ngang phía tây thành phố) vẫn còn tồn tại mặc dù nhiều xa lộ như vậy đã bị loại bỏ trong khi đó các xa lộ đặc biệt, thường được gắn biển chỉ dẫn, có thể đảm trách vai trò là đường phụ hay đường tránh thành phố cho một quốc lộ Hoa Kỳ. Hệ thống Xa lộ Liên tiểu bang phần lớn đã thay thế các quốc lộ Hoa Kỳ ở những đoạn đường cao tốc mặc dù nhiều giao lộ vùng quan trọng vẫn còn do quốc lộ Hoa Kỳ đảm trách và nhiều xa lộ mới khác vẫn đang được thêm vào.
Trước khi có quốc lộ Hoa Kỳ, các đường mòn xe hơi chiếm đa số trong số các con lộ xuyên Hoa Kỳ. Năm 1925, Theo lời đề nghị của Hiệp hội các viên chức đặc trách xa lộ tiểu bang Mỹ, Ban hỗn hợp đặc trách xa lộ liên tiểu bang (AASHTO) đã thành lập một hệ thống mã số toàn quốc cho các xa lộ. Sau một số cuộc họp, một bản báo cáo đã được Bộ Nông nghiệp Hoa Kỳ chấp thuận vào tháng 11 năm 1925. Sau khi có vô số phàn nàn khắp nơi trong nước về việc chọn lựa các quốc lộ, một số chỉnh sửa được tiến hành và hệ thống quốc lộ mang tên Hoa Kỳ được chấp thuận vào tháng 11 năm 1926. Kết quả của sự thỏa hiệp để các quốc lộ Hoa Kỳ được chấp thuận là nhiều xa lộ được tách thành hai để phục vụ các thị trấn khác nhau. Trong nhiều năm sau đó, Hiệp hội Quan chức Giao thông và Xa lộ Tiểu bang Mỹ đã kêu gọi loại bỏ các quốc lộ tách hai. Việc mở rộng hệ thống xa lộ này tiếp tục cho đến năm 1956 khi Hệ thống Xa lộ Liên tiểu bang được thành lập và nhiều quốc lộ Hoa Kỳ được thay thế bằng các xa lộ liên tiểu bang. Mặc dù có hệ thống xa lộ liên tiểu bang nhưng các quốc lộ Hoa Kỳ vẫn còn được sử dụng và thường được dùng như những xa lộ phụ cho các xa lộ liên tiểu bang trong lúc quá tải hay có tai nạn.

## Chi tiết hệ thống
Nói chung, các quốc lộ Hoa Kỳ không có một kiểu chuẩn mực tối thiểu nào. Chúng không giống như các xa lộ liên tiểu bang sau này và chúng cũng không luôn luôn được xây dựng theo các tiêu chuẩn đường cao tốc mặc dù một số đoạn đường trong các quốc lộ Hoa Kỳ hội đủ các tiêu chuẩn này. Nhiều quốc lộ là đường phố chính của thành phố và thị trấn mà chúng đi qua. Tuy nhiên, những quốc lộ mới được đưa vào hệ thống này phải "đáp ứng phần lớn tiêu chuẩn thiết kế hiện tại của Hiệp hội Quan chức Giao thông và Xa lộ Tiểu bang Mỹ". Tính đến năm 1989, hệ thống quốc lộ số Hoa Kỳ có tổng chiều dài là 157.724 dặm (253.832 km).
Trừ các cầu thu phí và đường hầm thu phí, có rất ít quốc lộ Hoa Kỳ là đường thu phí. Chính sách của Hiệp hội Quan chức Giao thông và Xa lộ Tiểu bang Mỹ có nói rằng một con lộ thu phí chỉ có thể được tính vào trong vai trò như một con lộ đặc biệt, và rằng "một con đường không thu phí giữa cùng hai điểm sẽ vẫn tiếp tục được giữ lại và dựng biển như thành phần của hệ thống quốc lộ số Hoa Kỳ." Mặc dù Quốc lộ Hoa Kỳ 3 hội đủ điều kiện bắt buộc này nhưng tại New Hampshire nó thực sự không đi theo các phần thu phí của xa lộ thu phí Everett. Tuy nhiên, bốn đường thu phí trong hệ thống này tuân theo các điều kiện vừa nói đến:
- Quốc lộ Hoa Kỳ 51 dùng một phần đường của đường thu phí Jane Addams Memorial trong tiểu bang Illinois; đường củ là Xa lộ Illinois 251.
- Quốc lộ Hoa Kỳ 278 dùng đường công viên thu phí Cross Island trong tiểu bang South Carolina; đường củ là Quốc lộ Thương mại Hoa Kỳ 278.
- Quốc lộ Hoa Kỳ 412 sử dụng đường thu phí Cimarron trong tiểu bang Oklahoma; đường củ là Quốc lộ Hoa Kỳ 64.
- Quốc lộ Hoa Kỳ 412 sử dụng đường thu phí Cherokee trong tiểu bang Oklahoma; đường củ là Quốc lộ Thắng cảnh Hoa Kỳ 412.

### Hệ thống mã số
Các xa lộ 2-số tuân theo một hệ thống trục tọa độ như sau: xa lộ số lẻ thường thường chạy theo hướng từ bắc đến nam và xa lộ số chẵn thường thường chạy theo hướng từ đông sang tây (Quốc lộ Hoa Kỳ 101 được xem là một xa lộ 2-số trong đó "chữ số" đầu là 10). Cách mã số cho quốc lộ Hoa Kỳ thì đối ngược lại cách mã số cho Hệ thống Xa lộ Liên tiểu bang. Số của các quốc lộ Hoa Kỳ bắt đầu từ số chẵn nhỏ ở phía bắc Hoa Kỳ tăng dần lên số chẵn lớn về phía nam Hoa Kỳ (xa lộ liên tiểu bang thì ngược lại, có số chẵn tăng dần từ nam lên bắc), và số lẻ nhỏ ở phía đông tăng dần lên số lẻ lớn về phía tây Hoa Kỳ. Các quốc lộ có số tận cùng là 0, 1  hay 5 (ít sử dụng hơn) được xem là các quốc lộ chính vào lúc hệ thống mã số được sử dụng ban đầu nhưng việc tăng thêm và giảm bớt đã làm cho sự phân biệt này trở nên gần như vô nghĩa. Thí dụ, Quốc lộ Hoa Kỳ 6 lại là quốc lộ dài nhất cho đến năm 1964 (hiện nay vị trí này thuộc về Quốc lộ Hoa Kỳ 20). Hệ thống trục tọa độ mã số dành cho Hệ thống Xa lộ Liên tiểu bang với các con số tăng dần từ tây sang đông và nam lên bắc là cách thức ngược lại có chủ ý nhằm phân biệt với hệ thống mã số của quốc lộ Hoa Kỳ. Mục đích là để không cho hai loại xa lộ khác nhau này trùng số với nhau dễ gây nhầm lẫn.
Các số có 3 chữ số được đặt cho các con lộ nhánh của các quốc lộ mang hai chữ số. Thí dụ, Quốc lộ Hoa Kỳ 201 là con lộ tách ra từ Quốc lộ Hoa Kỳ 1 tại Brunswick, Maine và chạy về hướng bắc đến tận Canada. Không phải tất cả các con lộ nhánh đều di chuyển cùng hướng với quốc lộ "mẹ"; một số chỉ nối liền với quốc lộ "mẹ" qua các quốc lộ nhánh khác hay chẳng nối liền gì cả mà thay vào đó chúng chỉ chạy qua gần bên cạnh quốc lộ "mẹ". Như được ấn định ban đầu, chữ số đầu tiên của các quốc lộ nhánh tăng dần từ bắc lên nam và đông sang tây dọc theo quốc lộ "mẹ"; thí dụ, Quốc lộ Hoa Kỳ 60 có các quốc lộ nhánh như sau từ đông sang tây: Quốc lộ Hoa Kỳ 160 tại tiểu bang Missouri, Quốc lộ Hoa Kỳ 260 tại tiểu bang Oklahoma, Quốc lộ Hoa Kỳ 360 tại tiểu bang Texas, và Quốc lộ Hoa Kỳ 460 và Quốc lộ Hoa Kỳ 560 tại tiểu bang New Mexico. Giống như các quốc lộ 2 chữ số, các quốc lộ 3 chữ số được đưa vào sử dụng, rồi bị loại bỏ, được mở rộng hay rút ngắn lại nên quan hệ "mẹ con" không phải lúc nào cũng tồn tại. Thí dụ, một số quốc lộ nhánh của Quốc lộ Hoa Kỳ 66 (không còn sử dụng) vẫn tồn tại hay Quốc lộ Hoa Kỳ 191 chạy từ biên giới Canada đến biên giới Mexico trong khi đó Quốc lộ Hoa Kỳ 91 phần lớn bị thay thế bởi Xa lộ Liên tiểu bang 15.
Một số quốc lộ được chấp thuận kể từ năm 1980 nhưng không tuân theo hệ thống mã số:
- Quốc lộ Hoa Kỳ 400 được chấp thuận vào năm 1994 nhưng không có quốc lộ "mẹ" vì không có Quốc lộ Hoa Kỳ 0 hay Quốc lộ Hoa Kỳ 100.[7][10]
- Quốc lộ Hoa Kỳ 412 được chấp thuận khoảng năm 1982 nhưng không có điểm nào nằm gần Quốc lộ Hoa Kỳ 12.[7][10]
- Quốc lộ Hoa Kỳ 425 được chấp thuận năm 1989 nhưng không có điểm nào gần Quốc lộ Hoa Kỳ 25.[7][10]

Ngoài ra, Quốc lộ Hoa Kỳ 163 được đặt năm 1970 không có điểm nào gần Quốc lộ Hoa Kỳ 63. Quốc lộ Hoa Kỳ 57 là quốc lộ ngắn được chấp thuận khoảng năm 1970 nối liên đến Xa lộ Liên bang 57 của México và nằm về phía tây của cựu Quốc lộ Hoa Kỳ 81.
Trong khi các điều khoản hướng dẫn của Hiệp hội Quan chức Giao thông và Xa lộ Tiểu bang Mỹ đặc biệt cấm xa lộ liên tiểu bang và quốc lộ Hoa Kỳ có cùng một con số bên trong cùng một tiểu bang (đó là lý do tại sao không có Xa lộ Liên tiểu bang 50 hay Xa lộ Liên tiểu bang 60) nhưng hệ thống mã số ban đầu đặt cho xa lộ liên tiểu bang được chấp thuận năm 1958 lại vi phạm quy định như thế khi cả Xa lộ Liên tiểu bang 24 và Quốc lộ Hoa Kỳ 24 trong tiểu bang Illinois hay Xa lộ Liên tiểu bang 40, Xa lộ Liên tiểu bang 80, Quốc lộ Hoa Kỳ 40 và Quốc lộ Hoa Kỳ 80 trong tiểu bang California (Quốc lộ Hoa Kỳ 40 và Quốc lộ Hoa Kỳ 80 bị loại bỏ khỏi California khi tiểu bang này sắp xếp lại mã số của mình vào năm 1964). Một số xa lộ liên tiểu bang vừa mới xây hay được đề nghị (trong số đó có một số con lộ không còn số trong hệ thống trục tọa độ) cũng vi phạm quy định này: Xa lộ Liên tiểu bang 41 và Quốc lộ Hoa Kỳ 41 tại tiểu bang Wisconsin (mà sẽ chạy trùng nhau), Xa lộ Liên tiểu bang 49 và Quốc lộ Hoa Kỳ 49 tại Arkansas, Xa lộ Liên tiểu bang 69 và Quốc lộ Hoa Kỳ 69 tại Texas, và Xa lộ Liên tiểu bang 74 và Quốc lộ Hoa Kỳ 74 tại tiểu bang North Carolina (cả hai chạy trùng với nhau).

### Đường đặc biệt và đường tách hai
Các quốc lộ tách hai đã có mặt khoảng từ năm 1926 và thường được tách ra làm hai nhánh bằng nhau. Thí dụ, Quốc lộ Hoa Kỳ 11 tách ra thành Quốc lộ Hoa Kỳ 11E (E có nghĩa là Đông) và Quốc lộ Hoa Kỳ 11W (W có nghĩa là Tây) tại Knoxville, Tennessee và chúng nhập lại tại Bristol, Virginia. Đôi khi chỉ có một đường tách được gắn đuôi chỉ hướng, thí dụ Quốc lộ Hoa Kỳ 6N tại Pennsylvania không nhập lại với Quốc lộ Hoa Kỳ 6 ở đầu phía tây của nó. AASHTO đã cố tìm cách loại bỏ những con lộ như thế từ năm 1934; chính sách hiện nay của hiệp hội là từ chối chấp thuận các đường tách hai mới và loại bỏ các đường tách hai còn lại "nhanh khi ủy ban đặc trách xa lộ hiện thời và bộ xa lộ tiểu bang có thể đi đến thỏa thuận".
Đường đặc biệt là những con đường có biển biểu thị là đường phụ (alternate route) hay đường đi tránh qua một khu vực đông dân hay đô thị (bypass road) cũng do AASHTO quản lý. Đôi khi các con đường này được gắn thêm mẫu tự phía sau, thí dụ như mẫu tự A là chỉ đường phụ và mẫu tự B chỉ đường thương mại.

### Tên
Trong văn bản chính thức của AASHTO được công bố lần mới đây nhất vào năm 1989, các quốc lộ Hoa Kỳ vẫn được đặt tên là United States Numbered Highways (tạm dịch là Quốc lộ Hoa Kỳ mang số) ngay từ lần công bố đầu tiên vào năm 1926. Trong văn bản, thuật từ "U.S. Route" được sử dụng trong bản nội dung trong khi đó thuật từ "United States Highway" được dùng làm đầu đề cho mỗi con lộ. Tất cả các báo cáo của Ủy ban Đặc biệt về mã số quốc lộ từ năm 1989 sử dụng thuật từ "U.S. Route". Các luật lệ liên bang có liên quan đến quốc lộ Hoa Kỳ lại sử dụng thuật từ "United States Route" hay "U.S. Route" nhiều hơn là dùng các thuật từ có chữ "Highway". Việc sử dụng thuật từ "U.S. Route" hay "U.S. Highway" tại cấp bậc địa phương thì tùy thuộc vào tiểu bang đó. Có tiểu bang như Delaware dùng từ "route" và những tiểu bang khác như Colorado sử dụng từ "highway".

## Lịch sử

### Đường xe hơi xưa
Vào đầu thập niên 1910, các tổ chức đường xe hơi tư nhân — nổi bật nhất là xa lộ Lincoln - bắt đầu đưa ra, lập biển chỉ dẫn và khởi xướng các con lộ dành cho giao thông đường dài. Trong lúc nhiều tổ chức hợp sức với các thị trấn và tiểu bang dọc theo con đường để cải thiện chúng thì cũng có các tổ chức khác chọn làm đường cho các thị trấn nào sẵn sàng trả tiền phí. Họ cắm biển chỉ dẫn và không làm gì hơn nữa.

### Kế hoạch
Wisconsin là tiểu bang đầu tiên tại Hoa Kỳ đặt số cho các xa lộ của mình. Tiểu bang dựng biển số cho xa lộ vào tháng 5 năm 1918. Chẳng bao lâu sau đó thì các tiểu bang khác cũng làm theo. Các tiểu bang Tân Anh hợp lại với nhau vào năm 1922 để thành lập các xa lộ liên tiểu bang New England gồm sáu tiểu bang.
Đằng sau đó, chương trình tài trợ liên bang bắt đầu bằng Đạo luật Tài trợ Xa lộ Liên bang năm 1916 được thông qua, cung cấp 50% sự hỗ trợ bằng tiền mặt từ chính phủ liên bang để cải tiến các con lộ chính. Đạo luật Tài trợ Xa lộ Liên bang năm 1921 hạn chế tài trợ đến 7% cho việc xây dựng tất cả các đường lộ bên trong một tiểu bang trong đó 3/7 đường lộ được tài trợ phải có "tính chất liên tiểu bang". Việc xác định các con lộ này được hoàn thành vào năm 1923.
Hiệp hội Quan chức Giao thông và Xa lộ Tiểu bang Mỹ (AASHO), được thành lập năm 1914 để giúp lập ra các chuẩn mực xa lộ, bắt đầu lập dự án cho hệ thống "Xa lộ Liên tiểu bang" có mang số và được cắm biển chỉ dẫn trong cuộc họp của mình vào năm 1924. AASHO đề nghị rằng Bộ trưởng Nông nghiệp Hoa Kỳ nên làm việc với các tiểu bang trong việc chọn lựa các con lộ này.
Theo đề nghị của AASHO, Bộ trưởng Howard M. Gore bổ nhiệm Ban hỗn hợp đặc trách Xa lộ Liên tiểu bang vào ngày 2 tháng 3 năm 1925. Ban đặc trách này gồm có 21 quan chức xa lộ tiểu bang và 3 quan chức liên bang thuộc Cục Công lộ Hoa Kỳ. Tại cuộc họp đầu tiên vào ngày 20 và 21 tháng 4, tên gọi U.S. Highway (quốc lộ Hoa Kỳ) được sử dụng. Cuộc họp cũng quyết định rằng hệ thống xa lộ này sẽ không hạn chế riêng cho các con lộ do liên bang tài trợ. Nếu như một con lộ tốt không do liên bang tài trợ thì nó vẫn được tính vào hệ thống. Mẫu thiết kế thử cho dấu hiệu Quốc lộ Hoa Kỳ cũng được thông qua, dựa vào cái xiêng trên Đại ấn Hoa Kỳ.
Không bao lâu sau đó các tổ chức đường xe hơi tư nhân lên tiếng phản đối chống lại việc loại bỏ tên của các con lộ. Sáu cuộc họp vùng được tổ chức để vạch ra chi tiết — 15 tháng 5 tại Tây Hoa Kỳ, 27 tháng 5 cho Thung lũng Mississippi, 3 tháng 6 cho Ngũ Đại Hồ, 8 tháng 6 cho Nam Hoa Kỳ, 15 tháng 6 cho Bắc Đại Tây Dương, và 18 tháng 6 cho Tân Anh. Các tổ chức đường xe hơi tư nhân không thể trình bày trước các cuộc họp. Tuy nhiên, với một sự thỏa hiệp, họ nói chuyện với các thành viên ban hỗn hợp đặc trách và đi đến đồng thuận chung. Hệ thống thử nghiệm lên đến 81.000 dặm (130.000 km), khoảng 2,8% số dặm đường công cộng vào thời điểm đó
Một cuộc họp đầy đủ thứ hai được tổ chức ngày 3 và 4 tháng 8 năm 1925. Tại cuộc họp đó, một vấn đề được đưa ra thảo luận là mật độ thích hợp của các quốc lộ. William F. Williams của tiểu bang Massachusetts và Frederick S. Greene của tiểu bang New York chuộng một hệ thống chỉ toàn các xa lộ liên lục địa chính yếu trong khi những tiểu bang khác đề nghị một con số lớn các xa lộ nào có tầm quan trọng vùng. Đặc biệt Greene có ý ám chỉ đến hệ thống chỉ gồm có bốn thông lộ chính của tiểu bang New York như một thí dụ cho các tiểu bang khác. Nói chung nhiều tiểu bang đồng ý về phạm vi của hệ thống nhưng tin rằng vùng Trung Tây Hoa Kỳ đã đưa vào quá nhiều xa lộ. Dấu hiệu quốc lộ với một vài thay đổi so với kiểu mẫu ban đầu cũng được thông qua trong cuộc họp đó. Ngoài ra việc sử dụng số hơn là dùng tên cho quốc lộ cũng được thông qua. Hệ thống mã số thử nghiệm với 8 quốc lộ chính chạy theo hướng đông-tây và 10 quốc lộ chính chạy theo hướng nam-bắc bị hoản lại cho ủy ban đặc trách mã số nhưng "không có thêm hướng dẫn nào kèm theo".
Sau khi làm việc với các tiểu bang để được họ chấp thuận, hệ thống được mở rộng đến 75.800 dặm (122.000 km). Khung sườn của kế hoạch mã số quốc lộ được Edwin Warley James của Cục Công lộ Hoa Kỳ đề nghị ngày 27 tháng 8. Ông là người đưa ra sáng kiến quy định số chẵn lẻ theo hướng cho các quốc lộ và lập ra hệ thống trục tọa độ chỉ phương hướng cho các xa lộ. Các xa lộ chính trong bản đồ củ được đánh số với số tận cùng bằng 0, 1 hoặc 5 (5 bị loại bỏ sau đó và có địa vị ít quan trọng hơn). Các giao lộ ngắn có số gồm ba chữ số và dựa vào xa lộ chính mà nó bắt đầu. Ủy ban gồm năm người họp vào ngày 25 tháng 9 và đệ trình bản báo cáo chung cuộc đến thư ký ban hỗn hợp ngày 26 tháng 10. Ban hỗn hợp gởi báo cáo lên bộ trưởng nông nghiệp ngày 30 tháng 10 và bộ trưởng chấp thuận ngày 18 tháng 11 năm 1925.

### Bất đồng và chỉnh trang 1925–1926

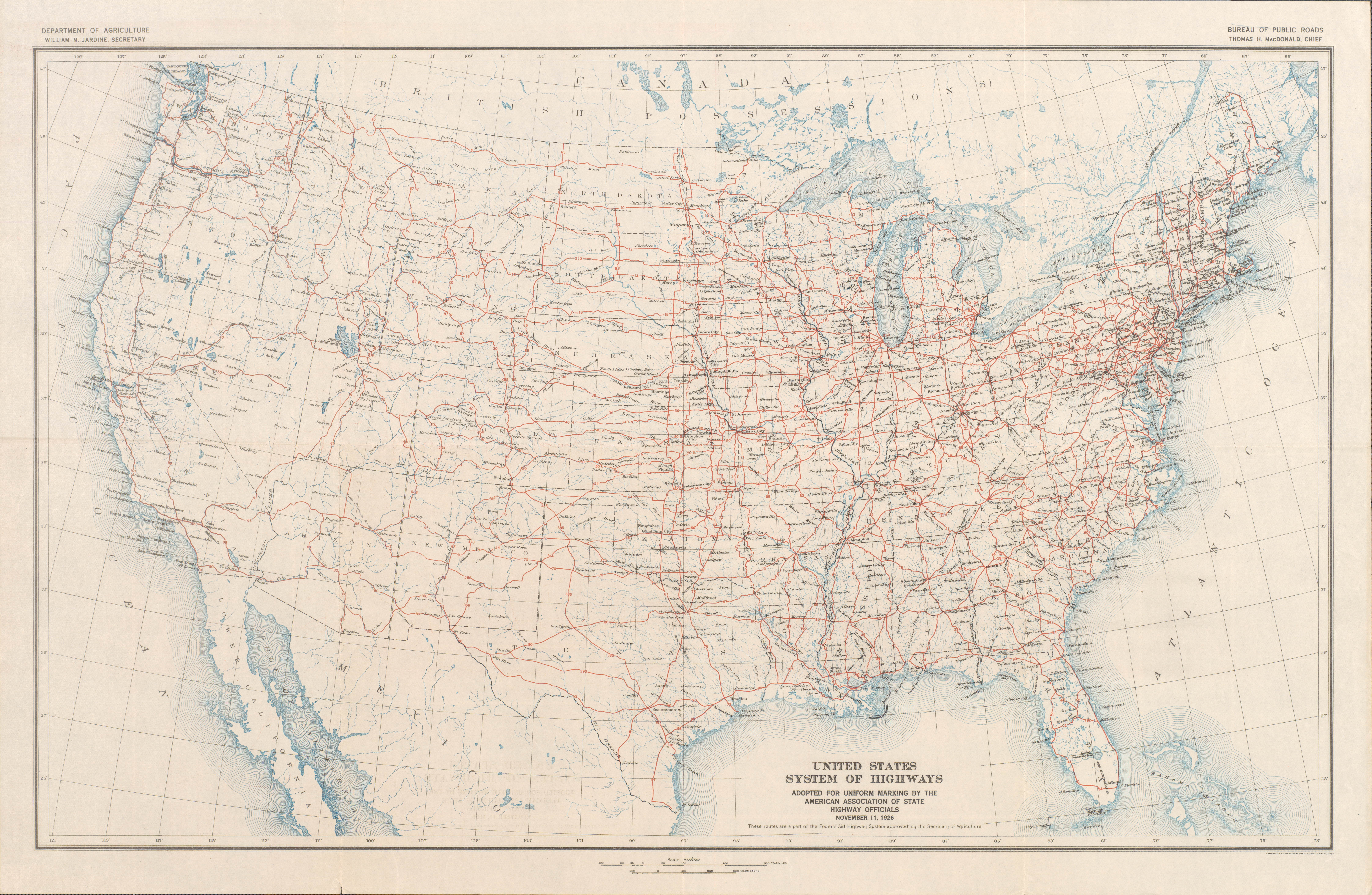
Dự án Quốc lộ Hoa Kỳ "chung cuộc" được chấp thuận vào ngày 11 tháng 11 năm 1926

Hệ thống mới nhận được cả lời khen và sự chỉ trích từ các tờ báo địa phương. Tuy nhiên lời khen hay chỉ trích còn tùy thuộc vào thành phố nào có một quốc lộ chính đi qua hay không. Trong lúc Hội Xa lộ Lincoln hiểu và ủng hộ dự án một phần vì họ được bảo đảm là xa lộ Lincoln sẽ được đặt là Quốc lộ Hoa Kỳ 30 và kéo dài như có thể, đa số các hội đường xe hơi khác thì than van vì các con đường của họ không còn được sử dụng. Tại cuộc họp ngày 14 và 15 tháng 1 năm 1926, AASHO bị phàn nàn rất nhiều.
Tại vùng Đông Bắc Hoa Kỳ, tiểu bang New York vẫn muốn có ít quốc lộ hơn nhưng tiểu bang Pennsylvania lại thuyết phục AASHO đưa thêm nhiều xa lộ vào hệ thống quốc lộ hơn mà theo đó tiểu bang sẽ có đến sáu con lộ có các điểm đầu và cuối nằm dọc theo ranh giới của tiểu bang. Vì bản tính tự nhiên của Quốc lộ Hoa Kỳ 20 chạy ngang qua Công viên Quốc gia Yellowstone nên Idaho và Oregon kiến nghị rằng Quốc lộ Hoa Kỳ 30 nên được chuyển đổi ngược lại với Quốc lộ Hoa Kỳ 20 ở đoạn đi về Duyên hải Thái Bình Dương.
Nhiều tranh chấp địa phương xảy ra xoay quanh vấn đề chọn lựa giữa hai con lộ song song và gần như bằng nhau làm quốc lộ. Thường thường hai con đường như thế là các đường xe hơi cạnh tranh nhau tại địa phương đó. Tại cuộc họp tháng 1, AASHO chấp thuận hai con lộ đầu tiên trong số nhiều con lộ tách thành hai nhánh (đó là Quốc lộ Hoa Kỳ 40 giữa Manhattan, Kansas và Limon, Colorado và Quốc lộ Hoa Kỳ 50 giữa Baldwin City, Kansas và Garden City, Kansas). Mỗi con lộ nhánh đều nhận con số tương tự với con lộ nhánh kia. Điểm khác biệt là ở phần cuối số có thêm phần chỉ hướng để phân biệt chúng với nhau. Những con lộ tách nhánh này ban đầu được biểu thị như sau, thí dụ US 40 North và US 40 South (lộ nhánh đi ngang phía bắc gắn thêm từ North và nhánh đi ngang phía nam có đuôi là South. Cả hai đều là Quốc lộ Hoa Kỳ 40) nhưng luôn được ghi biển chỉ dẫn đơn giản là US 40N và US 40S.
Tuy nhiên, điều gây tranh cãi nảy lửa là vấn đề Quốc lộ Hoa Kỳ 60. Ban hỗn hợp đặt số đó cho con xa lộ dài Chicago-Los Angeles chạy từ thành phố Los Angeles về phía đông đến Oklahoma City nhưng rồi sau đó bẻ góc gắt lên hướng đông bắc, chạy theo hướng nam-bắc hơn là tây-đông trong tiểu bang Illinois. Kentucky phản đối mạnh mẽ về vấn đề này vì tiểu bang này bị đặt ra ngoài các xa lộ chính chạy theo hướng tây-đông, thay vào đó chỉ được Quốc lộ Hoa Kỳ 62 (số tận cùng là 0, 1 hoặc 5 là quốc lộ chính). Quốc lộ 62 này cùng với một phần Quốc lộ Hoa Kỳ 52 ở phía đông Ashland, Kentucky được gắn biển số Quốc lộ Hoa Kỳ 60 vào tháng 1 năm 1926 trong khi số Quốc lộ 62 được gắn cho xa lộ Chicago-Los Angeles nhưng còn tùy thuộc vào sự chấp thuận của các tiểu bang nằm dọc theo cựu quốc lộ 60. Tuy nhiên Missouri và Oklahoma phản đối việc này. Missouri đã in sẵn bản đồ và Oklahoma đã chuẩn bị các biển số chỉ đường. Một thỏa hiệp được đề nghị là Quốc lộ 60 sẽ được tách thành hai tại Springfield, Missouri thành Quốc lộ 60E và Quốc lộ 60N nhưng cả hai tiểu bang đều phản đối. Giải pháp cuối cùng là đặt ra Quốc lộ Hoa Kỳ 66 tuy không có số tận cùng bằng 0 nhưng vẫn được xem là một số tròn đẹp.
Vì có đến 32 tiểu bang đã cắm biển số cho xa lộ của mình nên AASHO chấp thuận dự án này vào ngày 11 tháng 11 năm 1926. Dự án này gồm có một số xa lộ tách thành hai nhánh đều nhau, một số xa lộ đứt đoạn (trong đó có Quốc lộ Hoa Kỳ 6, Quốc lộ Hoa Kỳ 19 và Quốc lộ Hoa Kỳ 50) và một số xa lộ có các điểm đầu và điểm cuối ở các ranh giới tiểu bang. Nhiều thay đổi lớn về xếp đặt mã số đã được thực hiện tại Pennsylvania qua việc xuất bản tài liệu lộ trình đầu tiên vào tháng 4 năm 1927 để điều chỉnh các quốc lộ với các đường xe hơi đơn giản. Quốc lộ Hoa Kỳ 15 được mở rộng băng ngang tiểu bang Virginia.
Phần lớn những chỉ trích trước kia về hệ thống Quốc lộ số Hoa Kỳ tựu trung vào vấn đề chọn lựa số để đặt cho các quốc lộ mà không dùng tên. Một số người thấy rằng hệ thống quốc lộ mang số thật là lạnh lùng và vô tâm khi so sánh với những cái tên đầy màu sắc hơn của các hệ thống đường xe hơi đơn giản. Tờ New York Times viết rằng "người lái xe có thể rơi lệ khi lái xe trên xa lộ Lincoln hay mơ mơ màng màng lúc chạy trên xa lộ Jefferson nhưng làm sao người ấy có thể phấn khởi đối với mấy con số 46, 55 hay 33 hay 21?" Nhà văn Ernest McGaffey được trích lời nói rằng "Toán học sẽ thay thế chú giải, và 'thứ vô nghĩa' thay thế lịch sử.":

### Mở rộng và điều chỉnh: 1926–1956

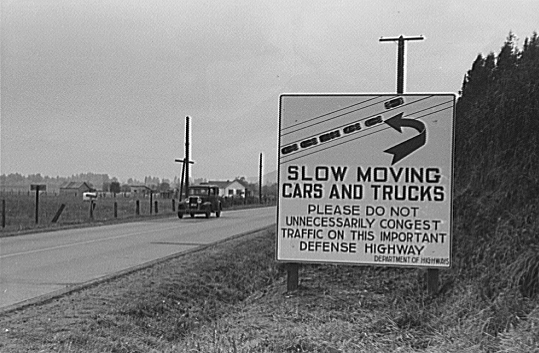
Biển hướng dẫn này được chụp vào năm 1941 trên Quốc lộ Hoa Kỳ 99 giữa thành phố Seattle và thành phố Portland. Nó diễn tả một yếu tố căn bản của hệ thống xa lộ liên bang là quốc phòng.

Khi hệ thống Quốc lộ số Hoa Kỳ được khởi sự vào năm 1925, có một số quốc lộ có hai nhánh đường tùy chọn (optional routings) được thiết lập. Các nhánh đường tùy chọn này được gắn thêm một mẫu tự đi sau con số để chỉ hướng "bắc", "nam", "đông" hay "tây". Tuy hiện nay vẫn còn tồn tại một ít quốc lộ mang số và mẫu tự kiểu này nhưng tin rằng chúng nên bị loại bỏ càng sớm càng tốt bằng cách biến một trong hai nhánh đường tùy chọn đó thành một con lộ khác.
Năm 1934, AASHO tìm cách loại bỏ nhiều quốc lộ có hai nhánh đường bằng cách xóa chúng khỏi danh sách lộ trình và biến một trong số hai nhánh đường như thế thành lộ phụ hoặc quốc lộ 3-chữ số. AASHO mô tả khái niệm tái sắp xếp số quốc lộ trong kỳ xuất bản tháng 10 năm 1934 tạp chí American Highways:
Bất cứ nơi nào mà một con lộ phụ không phù hợp với con số gồm hai chữ số cho riêng nó thì cách thức chuẩn được đặt ra là sẽ đặt số không chuẩn cho con lộ ngắn hơn hoặc củ hơn trong khi đó con lộ kia sẽ sử dụng cùng con số đó được đặt trong khung hình khiên và phía trên hình khiên đó có một dải chuẩn (hình chữ nhật) mang từ "Alternate" (có nghĩa là đường phụ hay đường thay thế). Đa số các tiểu bang áp dụng phương thức này. Tuy nhiên, một số tiểu bang vẫn giữ nguyên trạng các con lộ di sản của họ, khiến vi phạm những quy định thông thường trong nhiều cách khác nhau. Những trường hợp như thế có thể được tìm thấy tại California, Mississippi, Nebraska, Oregon, và Tennessee. Năm 1952, AASHO công nhận vĩnh viễn các con lộ tách thành hai như thế đối với Quốc lộ Hoa Kỳ 11, Quốc lộ Hoa Kỳ 19, Quốc lộ Hoa Kỳ 25, Quốc lộ Hoa Kỳ 31, Quốc lộ Hoa Kỳ 45, Quốc lộ Hoa Kỳ 49, Quốc lộ Hoa Kỳ 73, va Quốc lộ Hoa Kỳ 99.
Việc mở rộng thường xuyên và ít lần loại bỏ các quốc lộ vẫn tiếp diễn xảy ra xuyên suốt những năm tháng. Một trong những trường hợp lý thú hơn cả là việc đề nghị kéo dài Quốc lộ Hoa Kỳ 97 đến Alaska dọc theo xa lộ Alaska bị hủy bỏ vì Lãnh thổ Yukon của Canada từ chối sửa đổi số đường của họ thành 97.
Phần lớn các quốc lộ Hoa Kỳ vẫn là phương cách chính của giao thông liên thành phố; các ngoại lệ chính là các con lộ thu phí như Pennsylvania Turnpike và các con đường công viên như Merritt Parkway. Nhiều con lộ cao tốc đầu tiên là quốc lộ Hoa Kỳ: Gulf Freeway mang Quốc lộ Hoa Kỳ 75, Pasadena Freeway mang Quốc lộ Hoa Kỳ 66, và còn có Pulaski Skyway mang Quốc lộ Hoa Kỳ 1 và Quốc lộ Hoa Kỳ 9.

### Thời đại Xa lộ Liên tiểu bang đến nay

Phiên bản 1961 của dấu hiệu Quốc lộ Hoa Kỳ

Đạo luật Liên bang Tài trợ Xa lộ 1956 chấp thuận việc tài trợ cho Hệ thống Xa lộ Liên tiểu bang. Đây là một hệ thống các đường cao tốc khổng lồ xuyên khắp Hoa Kỳ. Vào năm 1957, AASHTO quyết định đặt ra một hệ thống trục tọa độ mới để đặt số cho các xa lộ mới này ngược lại với hệ thống trục tọa độ củ dành riêng cho quốc lộ Hoa Kỳ. Mặc dù các xa lộ liên tiểu bang chỉ là phụ trợ thêm hơn là thay thế các quốc lộ Hoa Kỳ nhưng trong nhiều trường hợp (đặc biệt là tại miền Tây Hoa Kỳ) các quốc lộ Hoa Kỳ được tái điều chỉnh trùng vào các xa lộ liên tiểu bang mới mở. Việc ngưng sử dụng hàng loại một số xa lộ bắt đầu với sự kiện California sắp đặt lại số xa lộ vào năm 1964 cũng như Quốc lộ Hoa Kỳ 66 bị loại bỏ vào năm 1985 được xem như sự kết thúc một thời đại.
Quốc lộ chính cuối cùng được xây dựng là Quốc lộ Hoa Kỳ 12 nằm ở đèo Lolo phía tiểu bang Idaho được hoàn thành năm 1962. Đoạn đường tồn tại cuối cùng không trải nhựa là nằm trên Quốc lộ Hoa Kỳ 183 giữa làng Rose và Taylor, Nebraska.
Năm 1995 Hệ thống Quốc lộ Hoa Kỳ được xác định bao gồm cả Hệ thống Xa lộ Liên tiểu bang và các con lộ khác mà có vai trò quan trọng đối với giao thông, quốc phòng và kinh tế của Hoa Kỳ.
AASHTO công nhận rằng các xa lộ tiểu bang hiện nay là biểu tượng của những con lộ tốt giống như quốc lộ Hoa Kỳ từng được công nhận trước đây. Như thế AASHTO phải hành động hợp thức hóa hệ thống bằng cách loại bỏ tất cả những quốc lộ Hoa Kỳ nào nằm bên trong một tiểu bang nhưng ngắn hơn 300 dặm (480 km) "ngay sau khi Bộ Xa lộ Tiểu bang và Ủy ban đặc trách Xa lộ của Hiệp hội Quan chức Giao thông và Xa lộ Tiểu bang Mỹ có thể đạt đến thỏa thuận về vấn đề này". Những con lộ mới đưa vào hệ thống quốc lộ phải phục vụ hơn một tiểu bang và phải "hội đủ tối thiểu các tiểu chuẩn thiết kế do AASHTO đề ra".

## Các quốc lộ năm 1925
Các quốc lộ chính liên lục địa ban đầu vào năm 1925 cùng với các con đường gần như bị chúng thay thế được liệt kê như sau:
| - Quốc lộ Hoa Kỳ 1 từ Fort Kent, Maine đến Miami, Florida: Xa lộ Atlantic - Quốc lộ Hoa Kỳ 11 từ Rouses Point, New York đến New Orleans, Louisiana - Quốc lộ Hoa Kỳ 21 từ Cleveland, Ohio đến Jacksonville, Florida (nơi nó gặp Quốc lộ Hoa Kỳ 1) - Quốc lộ Hoa Kỳ 31 từ Mackinaw City, Michigan đến Mobile, Alabama - Quốc lộ Hoa Kỳ 41 từ Copper Harbor, Michigan đến Naples, Florida: Xa lộ Dixie - Quốc lộ Hoa Kỳ 51 từ Hurley, Wisconsin đến New Orleans, Louisiana - Quốc lộ Hoa Kỳ 61 từ biên giới Canada, phía bắc Grand Marais, Minnesota đến New Orleans, Louisiana - Quốc lộ Hoa Kỳ 71 từ International Falls, Minnesota đến Baton Rouge, Louisiana (nơi nó gặp Quốc lộ Hoa Kỳ 61): Xa lộ Jefferson - Quốc lộ Hoa Kỳ 81 từ biên giới Canada, phía bắc Pembina, North Dakota đến Laredo, Texas: Xa lộ Meridian - Quốc lộ Hoa Kỳ 91 từ Great Falls, Montana đến phía nam Las Vegas, Nevada - Quốc lộ Hoa Kỳ 101 từ Port Angeles, Washington đến San Diego, California: Xa lộ Pacific | - Quốc lộ Hoa Kỳ 2 từ Houlton, Maine đến Bonners Ferry, Idaho - Quốc lộ Hoa Kỳ 10 từ Detroit, Michigan đến Seattle, Washington: Xa lộ National Parks - Quốc lộ Hoa Kỳ 20 từ Boston, Massachusetts đến Newport, Oregon - Quốc lộ Hoa Kỳ 30 từ Atlantic City, New Jersey đến Astoria, Oregon: Xa lộ Lincoln - Quốc lộ Hoa Kỳ 40 từ Atlantic City, New Jersey đến San Francisco, California: Xa lộ Victory - Quốc lộ Hoa Kỳ 50 từ Annapolis, Maryland đến Wadsworth, Nevada (nơi nó gặp Quốc lộ Hoa Kỳ 40) - Quốc lộ Hoa Kỳ 60 từ Chicago, Illinois đến Los Angeles, California - Quốc lộ Hoa Kỳ 70 từ Morehead City, North Carolina đến Holbrook, Arizona (nơi nó gặp Quốc lộ Hoa Kỳ 60) - Quốc lộ Hoa Kỳ 80 từ Savannah, Georgia đến San Diego, California: Xa lộ Dixie Overland - Quốc lộ Hoa Kỳ 90 từ Jacksonville, Florida to Van Horn, Texas, (nơi nó gặp Quốc lộ Hoa Kỳ 80): Đường mòn Old Spanish |

Lưu ý rằng Quốc lộ Hoa Kỳ 10, Quốc lộ Hoa Kỳ 60 và Quốc lộ Hoa Kỳ 90 chỉ chạy khoảng 2 phần 3 đường ngang Hoa Kỳ trong khi Quốc lộ Hoa Kỳ 11 và Quốc lộ Hoa Kỳ 60 chạy theo hướng gần như là đường chéo. Quốc lộ Hoa Kỳ 60 phạm đến hai quy định và dần dần trở thành Quốc lộ Hoa Kỳ 66 nổi tiếng vào năm 1926. Quốc lộ Hoa Kỳ 101 thực tế tiếp tục chạy theo hướng đông, rồi đi về hướng nam và kết thúc tại thành phố Olympia, Washington. Điểm cuối phía tây của Quốc lộ Hoa Kỳ 2 hiện nay ở Everett, Washington.